# NGC 4576
NGC 4576 este o intermediate spiral galaxy⁠(d) situată în constelația Fecioara. A fost descoperită în 27 aprilie 1881 de către Edward S. Holden⁠(d). Se află la o distanță de 71,12 de megaparseci de Pământ.